# Teoria quântica dos campos locais
A Teoria quântica dos campos locais, ou Sistema axiomático Haag-Kastler para a teoria quântica dos campos, ou ainda Teoria quântica dos campos algébrica foi proposta pelos físicos Rudolf Haag e Daniel Kastler em 1964.
A teoria é uma aplicação local da física quântica numa C*-álgebra. Os axiomas desta teoria são definidos em termos algébricos dados por todo conjunto aberto num espaço de Minkowski, e mapeados entre eles.

## Definição
Permitindo que Mink seja a categoria de subconjuntos abertos de um espaço de Minkowski M com função inclusão como morfismo. É dado um functor contravariante {\displaystyle {\mathcal {A}}} de Mink para uC*alg, a categoria de C*álgebras unitais, já que todo morfismo em Mink se mapeia para um monomorfismo num uC*alg.
O grupo de Poincaré age continuamente no Mink. Ali existe o produto fibrado desta ação, que é continua na norma operacional da Covariância de Lorentz: {\displaystyle {\mathcal {A}}(M)}.
O espaço de Minkowski possui uma estrutura casual. Logo se um conjunto aberto V se encontra no complemento casual de um conjunto aberto U, então a imagem do mapeamento
{\displaystyle {\mathcal {A}}(i_{U,U\cup V})}
e
{\displaystyle {\mathcal {A}}(i_{V,U\cup V})}
Comuta se {\displaystyle {\bar {U}}} é o complemento casual do conjunto aberto U, então {\displaystyle {\mathcal {A}}(i_{U,{\bar {U}}})} é um isomorfismo.
Um estado com respeito a uma C*-álgebra é uma Função linear positiva com norma unitária. Se nós possuirmos um estado sobre {\displaystyle {\mathcal {A}}(M)}, nós podemos obter o traço parcial e conseguir estados associados com {\displaystyle {\mathcal {A}}(U)} para cada conjunto aberto.

## Leitura recomendada
- Haag, Rudolf (1992). Local Quantum Physics: Fields, Particles, Algebras. [S.l.]: Springer